# Pecha Kucha

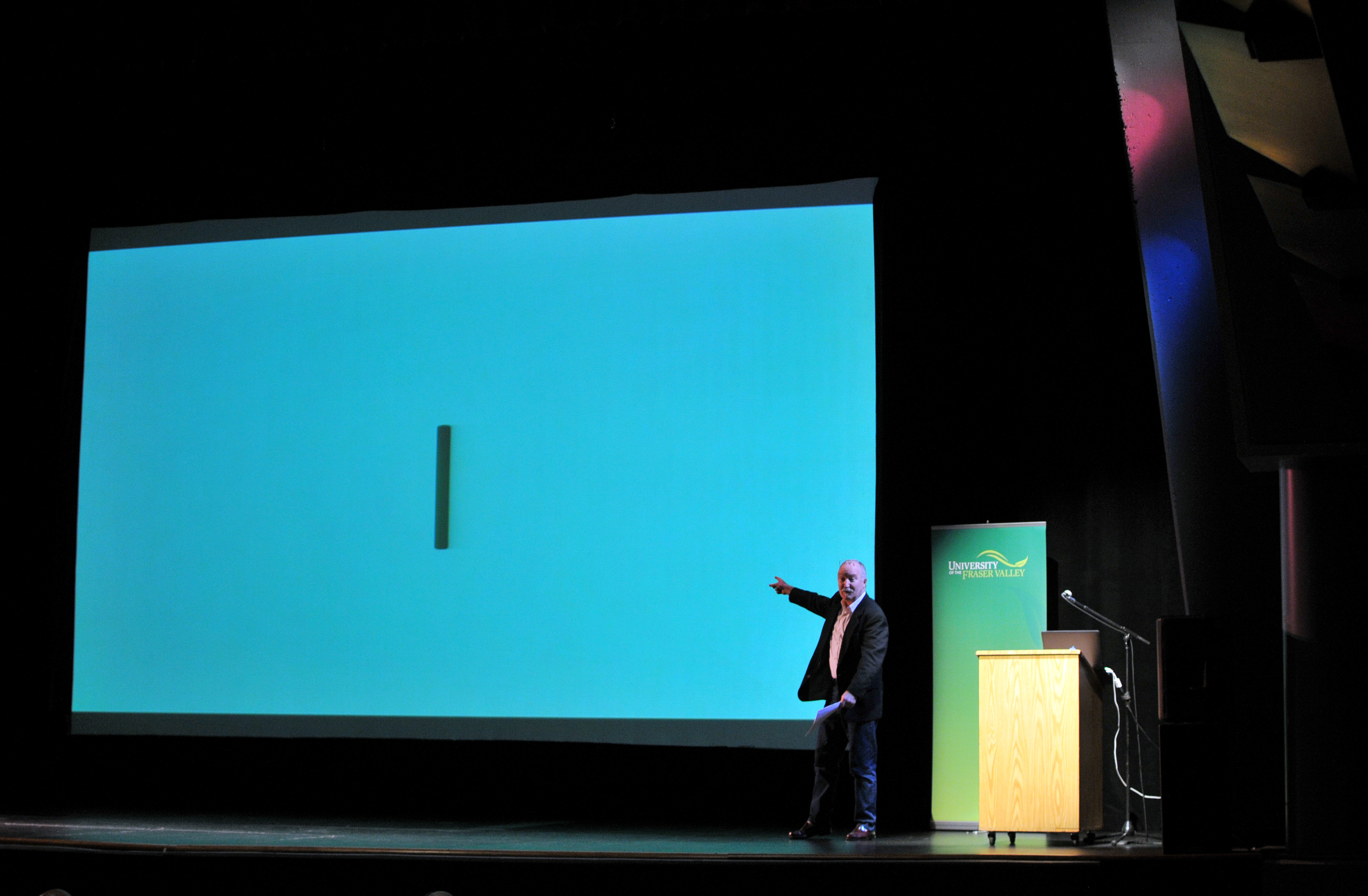
Pecha Kucha DUI au Clarke Theatre (2013).

Pecha kucha, expression japonaise (ぺちゃくちゃ) pouvant se traduire par « son de la conversation » ou « bavardage », désigne par extension un format de présentation synchronisant un propos oral à la projection de 20 diapositives se succédant toutes les 20 secondes (de préférence sans effets d'animation). La présentation dure ainsi exactement 6 minutes et 40 secondes. Ce format exige de l'éloquence, un sens de la narration, du rythme, de la concision, de la confiance en soi et de l'expression graphique.

## Origine et diffusion
Cette contrainte rhétorique (orale et visuelle) a été inventée par Astrid Klein et Mark Dytham (architectes installés à Tokyo), en réaction aux diaporamas (« PowerPoint ») — notamment en contexte éducatif —, interminables et ternes (provoquant ce qu'on appelle parfois death by Powerpoint). Ce format a ensuite été popularisé lors d'évènements créatifs et multidisciplinaires (à Tokyo dès février 2003, et aujourd'hui dans près de 700 villes autour du monde).